# Karol Góra
Karol Góra (ur. 10 października 1873 w Bochni, zm. 28 kwietnia 1938) – polski urzędnik skarbowy w II Rzeczypospolitej.

## Życiorys
Ukończył studia prawnicze na Uniwersytecie Jagiellońskim. W 1898 związał się z galicyjską administracją skarbową. Początkowo pracował w Krajowej Dyrekcji Skarbu we Lwowie jako praktykant konceptowy i koncypista skarbowy. Następnie został przeniesiony na stanowisko komisarza skarbu w Starostwie w Sokalu. Od marca 1915 do listopada 1918 pracował jako sekretarz i radca skarbowy przy komendzie powiatowej w Jędrzejowie.
Po odzyskaniu przez Polskę niepodległości został urzędnikiem służby państwowej. Objął stanowisko prezesa delegacji ministerstwa skarbu na okrąg łomżyński. Funkcję tę piastował do marca 1920. Z dniem 1 kwietnia 1920 został dyrektorem zorganizowanej przez siebie Izby Skarbowej w Białymstoku, którą przez następne lata zarządzał. W związku ze zmianami w administracji skarbowej, 12 grudnia 1925 został mianowany prezesem Izby Skarbowej w Białymstoku, na czele której stał do 23 października 1926. Postanowieniem Prezydenta RP z 27 października 1926 został mianowany Podsekretarzem Stanu - wiceministrem Skarbu. W późniejszym okresie pełnił także funkcję prezesa Grodzkiej Izby Skarbowej w Warszawie.
2 maja 1923 został odznaczony Krzyżem Komandorskim Orderu Odrodzenia Polski „za zasługi, położone na polu organizacji skarbowości w Rzeczypospolitej Polskiej”.
Był mężem Romany z Misiągiewiczów (1882–1925), ojcem Marii (zm. 1930).
Zmarł 28 kwietnia 1938. Pochowany w grobowcu Rodziny Górów na cmentarzu Komunalnym w Bochni (sektor III-9-2).